# Комарова (Тюменская область)
Комарова — деревня в Заводоуковском районе Тюменской области. В рамках организации местного самоуправления находится в Заводоуковском городском округе.

## История
До 1917 года в составе Лыбаевской волости Ялуторовского уезда Тобольской губернии. По данным на 1926 год состояла из 63 хозяйств. В административном отношении входила в состав Лыбаевского сельсовета Ялуторовского района Тюменского округа Уральской области.

## Население
| 2010 |
| ---- |
| 109  |

По данным переписи 1926 года в деревне проживало 286 человек (130 мужчин и 156 женщин), в том числе: русские составляли 99 % населения.